# Maalhosmadulu du Sud
Maalhosmadulu du Sud est un atoll des Maldives. Ses habitants se répartissent sur 9 des 57 îles qui le composent.

## Liste des îles

### Îles habitées
- Dharavandhoo
- Dhonfanu
- Eydhafushi (capitale de Baa)
- Fehendhoo
- Fulhadhoo
- Goidhoo
- Hithaadhoo
- Kamadhoo
- Kendhoo
- Kihaadhoo
- Kudarikilu
- Maalhos
- Thulhaadhoo

### Îles non habitées

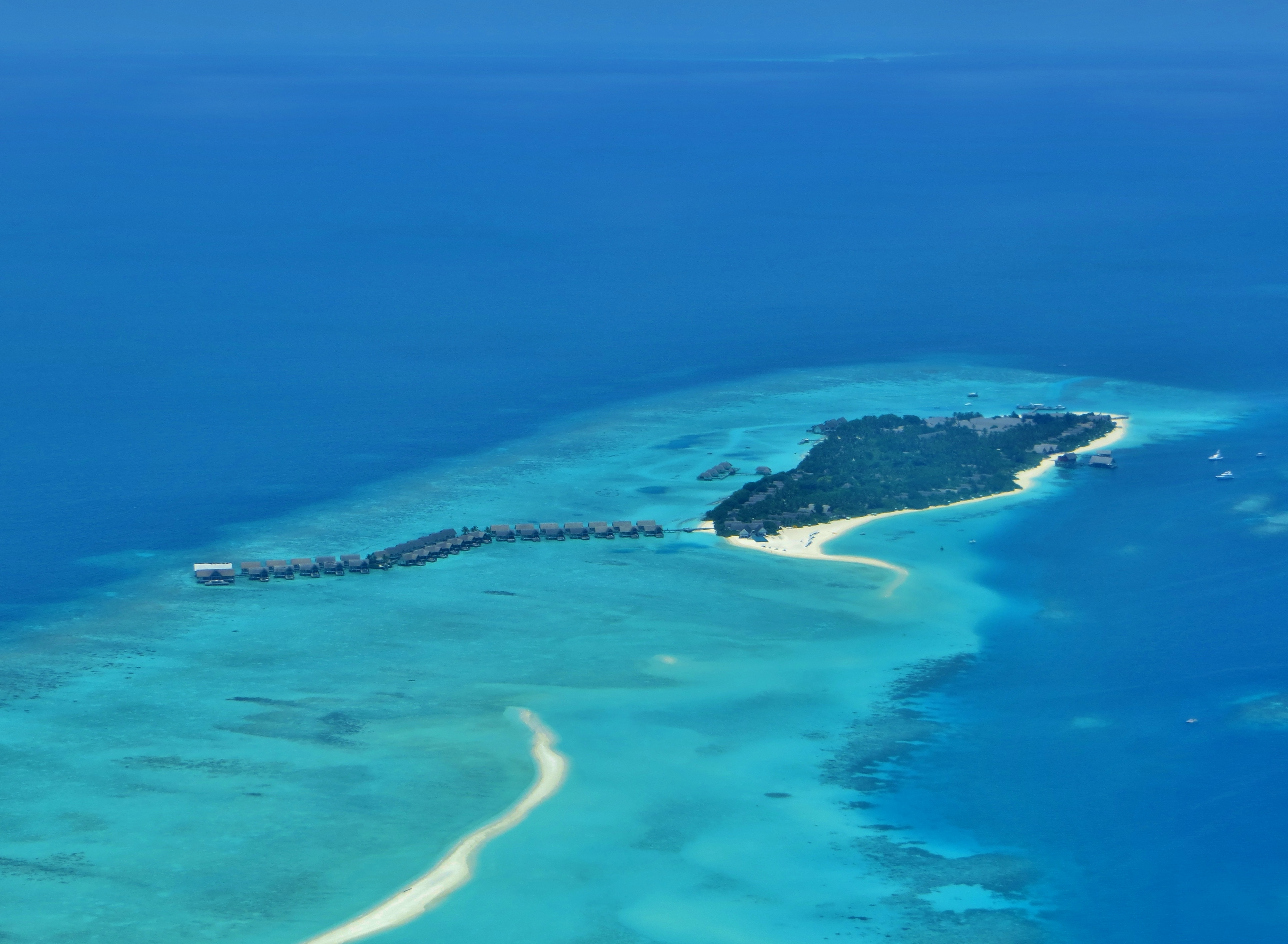
L'île-hôtel de Landaa Giraavaru (Maldives, atoll de Baa).

- Ahivaffushi
- Aidhoo
- Anhenunfushi
- Bathalaa
- Bodufinolhu
- Boifushi
- Dhakendhoo
- Dhandhoo
- Dhigufaruvinagandu
- Dhunikolhu
- Enboodhoo
- Fehenfushi
- Finolhas
- Fonimagoodhoo
- Fulhadhoorah kairi finonolhu
- Funadhoo
- Gaagandufaruhuraa
- Gaavillingili
- Gemendhoo
- Hanifaru
- Hanifarurah
- Hibalhidhoo
- Hirundhoo
- Horubadhoo
- Hulhudhoo
- Innafushi
- Kanifusheegaathu finolhu
- Kanifushi
- Kashidhoogiri
- Keyodhoo
- Kihaadhufaru
- Kihavah-huravalhi
- Kudadhoo
- Kunfunadhoo
- Landaagiraavaru
- Lunfares
- Maaddoo
- Maafushi
- Maamaduvvari
- Maarikilu
- Madhirivaadhoo
- Medhufinolhu
- Mendhoo
- Milaidhoo
- Miriandhoo
- Muddhoo
- Muthaafushi
- Nibiligaa
- Olhugiri
- Thiladhoo
- Ufuligiri
- Undoodhoo
- Vakkaru
- Velivarufinolhu
- Veyofushee
- Vinaneih-faruhuraa
- Voavah

### Îles disparues
- Boadhaafusheefinolhu
- Dhoogandufinolhu
- Dhorukandu'dhekunuhuraa
- Dhorukandu'uthuruhuraa
- Goidhoohuraa
- Hithadhoohuraa
- Hithadookudarah
- Kalhunaiboli
- Lhavadhookandurah
- Velavaru